# ГЕС Вотога
ГЕС Вотога (англ. Watauga) – гідроелектростанція у штаті Теннессі (Сполучені Штати Америки). Знаходячись перед ГЕС Вілбур (11 МВт), становить верхній ступінь каскаду на річці Ватауга, лівій притоці Холстону – правого витоку річки Теннессі (дренує Велику долину у Південних Аппалачах та впадає ліворуч до Огайо, котра в свою чергу є лівою притокою Міссісіпі). 
Спорудження гребля стартувало у 1942-му, проте в зв’язкі із нестачею ресурсів під час Другої Світової війни було призупинене за кілька місяців. У підсумку роботи відновились в 1946-му, а заповнення сховища завершилось у кінці 1948-го. Річку перекрили кам’яно-накидною/земляною греблею висотою 98 метрів (від підошви фундаменту, висота від тальвегу – 94 метри) та довжиною 274 метри. Вона утримує витягнуте по долині річки на 26 км водосховище з площею поверхні 26 км2 та об’ємом 835 млн м3. Рівень резервуару контролюється між позначками 584 та 602 метри НРМ, що відповідає об’єму у 437 млн м3 (в т.ч. 188 млн м3 для протиповеневих заходів). 
Зі сховища через прокладений у лівобережному масиві тунель ресурс подається до розташованого за 0,9 км від греблі машинного залу. В системі також працює вирівнювальний резервуар шахтного типу.
Основне обладнання станції становлять дві турбіни типу Френсіс загальною потужністю 66 МВт, які використовують напір у 66 метрів.